# 8482 Wayneolm
8482 Wayneolm è un asteroide della fascia principale. Scoperto nel 1988, presenta un'orbita caratterizzata da un semiasse maggiore pari a 3,3344213 UA e da un'eccentricità di 0,0816073, inclinata di 3,10601° rispetto all'eclittica.